# Voïvodie de Łódź (1919-1939)
Ne doit pas être confondu avec Voïvodie de Łódź ou Voïvodie de Łódź (1975-1998).
1919–1939
La voïvodie de Łódź est une entité administrative de la Deuxième République de Pologne. Créée en 1919, elle cessa d'exister en 1939. Sa capitale était la ville de Łódź.

## Villes principales
- Łódź
- Kalisz
- Piotrków Trybunalski
- Tomaszów Mazowiecki
- Pabianice
- Zgierz
- Zduńska Wola
- Radomsko
- Koło
- Ozorków
- Wieluń
- Brzeziny
- Konin
- Łęczyca
- Turek
- Sieradz

## Démographie
D'après le recensement effectué en 1921.
- Polonais 1 873 629 (83,2%)
- Juifs 270 437 (12,0%)
- Allemands 103 484 (4,6%)

## Religions
- catholiques 1 734 117 (77%)
- juifs 326 973 (14,5%)
- évangéliques 171 169 (7,6%)
- mennonites 12 024 (0,53%)